# Nautilus cookanum
Nautilus cookanum (лат.) — вид вымерших головоногих моллюсков из отряда Nautilida. Он жил в эпоху эоцена. Nautilus cookanum помещен в род Nautilus вместе с ныне существующими видами на основе сходства в строении их раковин. Окаменелости этого вида из Hoko River Formation позднего эоцена отмечены как одни из двух древнейших находок этого рода.